# Hartmaniellidae
Hartmaniellidae zijn een familie van borstelwormen (Polychaeta).

## Taxonomie
De volgende geslachten zijn bij de familie ingedeeld:
- Hartmaniella Imajima, 1977
  - = Pseudoninoe Amoureux, 1977